# Église Saint-Paul de Châteauneuf
Pour les articles homonymes, voir Église Saint-Paul.
L'église Saint-Paul est une église catholique située dans la commune de Châteauneuf dans le département de Saône-et-Loire, en France.

## Localisation
L'église est construite sur un pic rocheux qui domine le bourg.

## Historique
L'édifice est classé au titre des monuments historiques en 1862. L'église est édifiée au XIIe siècle. Elle est mentionnée dans une charte, dont la date est entre 1096 et 1124, de Saint-Vincent de Mâcon. Elle est sous le vocable de Saint-Pierre et Saint-Paul. Elle dépendait du diocèse de Mâcon et de l'archiprêtré de Beaujeu. L'église a été remaniée sans la au xve siècle, sans doute à la suite de dommages causés lors de la guerre de cent ans.
Une nouvelle restauration a été réalisée à partir de 1850, par l'architecte Millet (élève de Viollet-le-Duc. Ces travaux ne suffirent pas ainsi qu’en témoigne une lettre adressée par le sous-préfet de l’arrondissement au maire de Châteauneuf le 14 mai 1881 : « l’église de Châteauneuf, classée au rang de Monument Historique tombe en ruines, et M.le Ministre des Beaux-Arts a fait dressé par M. Selserhels, architecte diocésain, un projet de restauration ». Des travaux furent réalisés en 1884-1885. D’autres travaux furent réalisés en 1892 afin de réparer le clocher foudroyé.

## Description

### Le clocher, l'extérieur
Le clocher est bâti sur un plan carré et comporte deux étages. Viollet-le-Duc, dans son "dictionnaire raisonnée de l'architecture française du XIe au XVIe siècle analyse le clocher de l'église et le considère comme exemplaire de l'architecture bourguignonne :"dans la Champagne, la Bourgogne, sur les bords de la haute Marne, de la Saône, les clochers centraux restent carrés et se terminent le plus habituellement par des pyramides à base rectangulaire jusqu’au commencement du XIIIe siècle. Le clocher central de l’église de Châteauneuf (Saône-et-Loire), bâti vers le milieu du xiie siècle, est un exemple de ces sortes de constructions. Il se compose d’un soubassement plein en moellons, avec angles en pierre, posé, suivant l’usage, sur les quatre piliers de la croisée et les quatre arcs doubleaux ; d’un étage percé d’une seule baie sur chaque face ; d’un beffroi percé de quatre baies jumelles et d’une pyramide à base carrée maçonnée en moellons avec quatre lucarnes.
L’élévation géométrale de ce clocher central. On remarquera la disposition des baies du premier étage ; il y a là, comme dans les détails de l’architecture romane de ces contrées, un souvenir des monuments gallo-romains. Ici, les angles de l’étage du beffroi sont flanqués de pilastres portant la corniche ; c’est encore un souvenir de l’antiquité romaine. La coupe de ce clocher, que nous donnons, laisse voir à la base de la pyramide en pierre les traces d’un chaînage en bois, sorte d’enrayure qui était destinée à arrêter le déversement des quatre murs sous la charge de cette pyramide. Il faut remarquer la disposition originale des faisceaux de colonnettes qui séparent les baies jumelles de l’étage du beffroi."
La façade principale est percée de trois fenêtres. Le portail est surmonté d'une double archivolte. Le tympan n'est pas sculpté.
Le portail latéral est surmonté d'un linteau sculpté datant du XIe siècle représentant les douze apôtres.

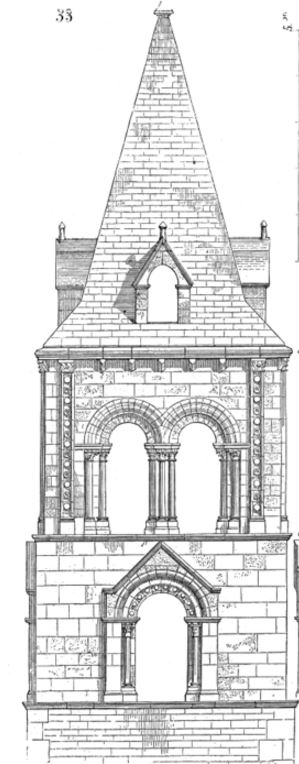
Dessin du clocher par Viollet-le-Duc dans son dictionnaire.
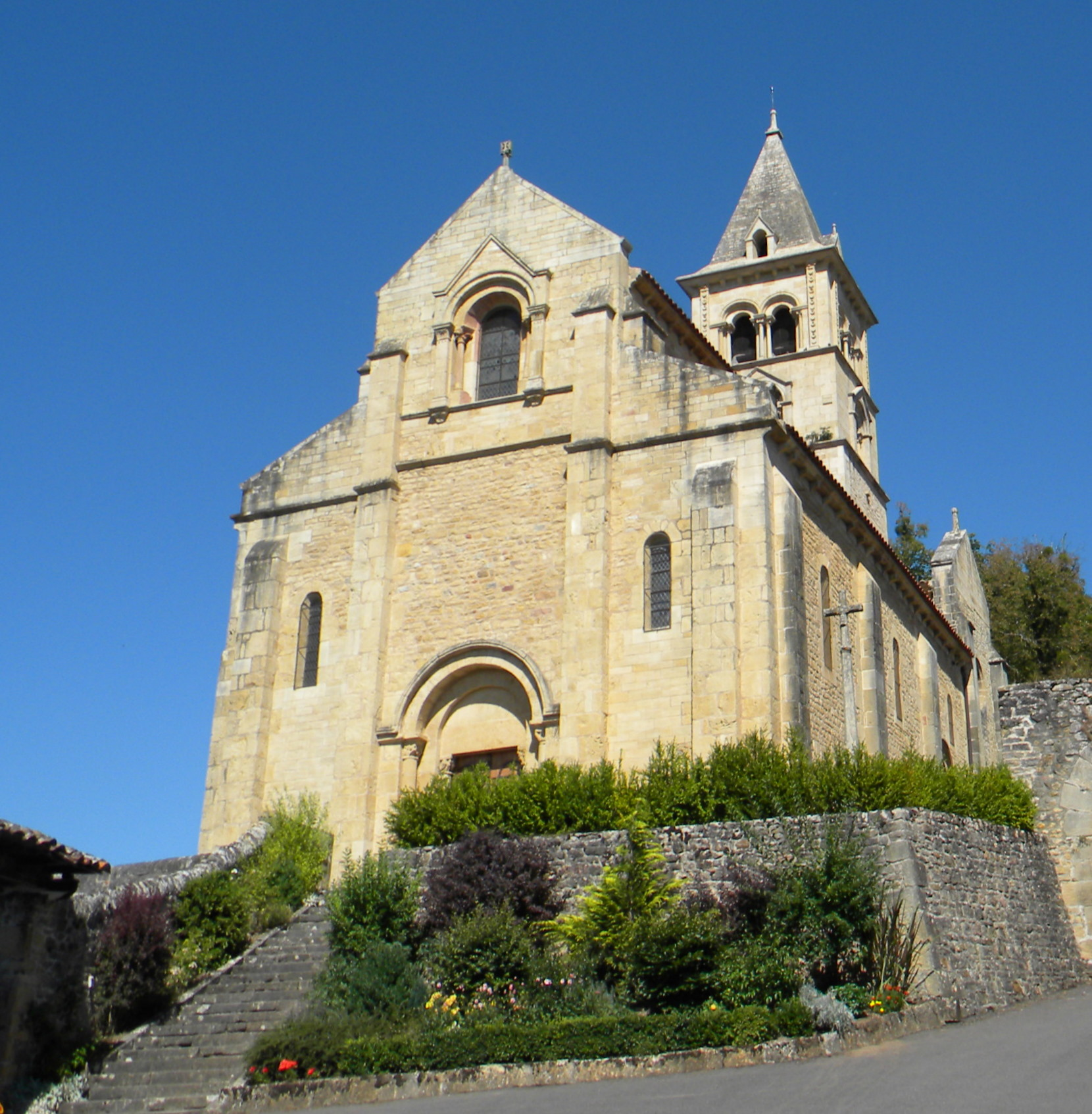
Façade de l'église

### L'intérieur
L'église comporte une nef haute et deux collatéraux. Elle a trois travées. Elle est éclairée par des fenêtres, hautes, en plein cintre. La voûte a une hauteur exceptionnelle de 12 mètres. Le chœur se termine par une abside en hémicycle. 

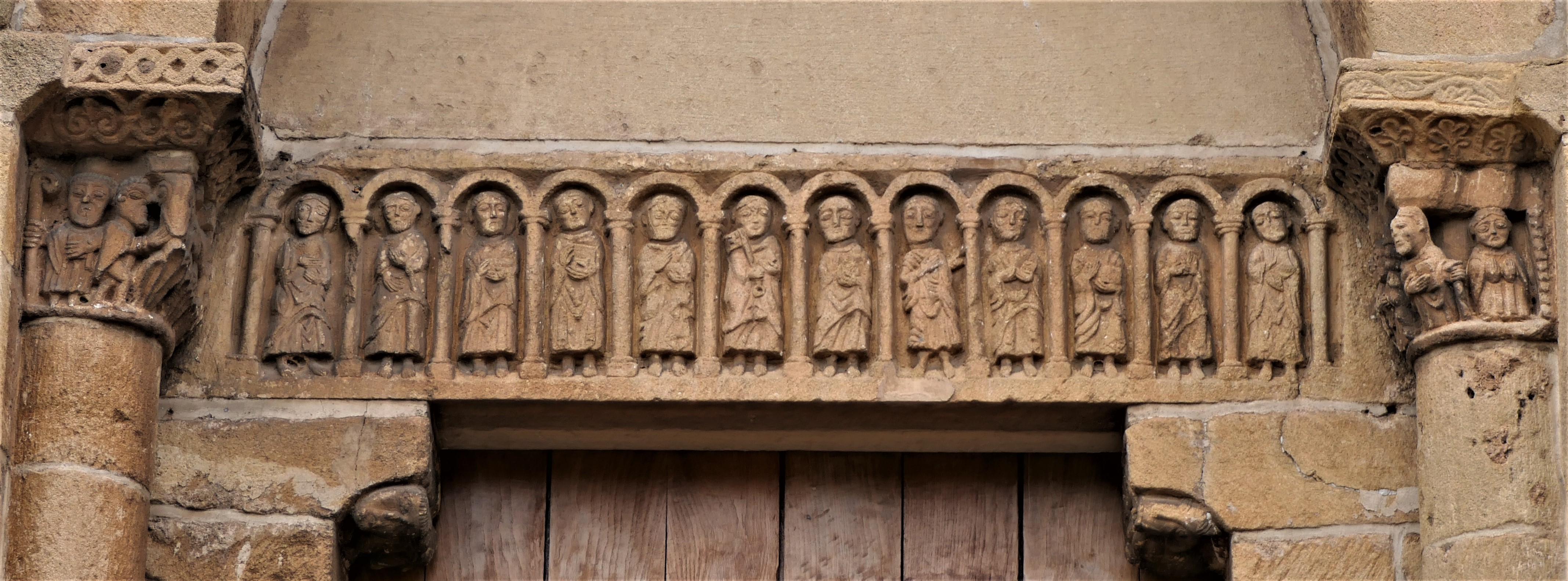
Linteau du portail latéral, représentant les douze apôtres.
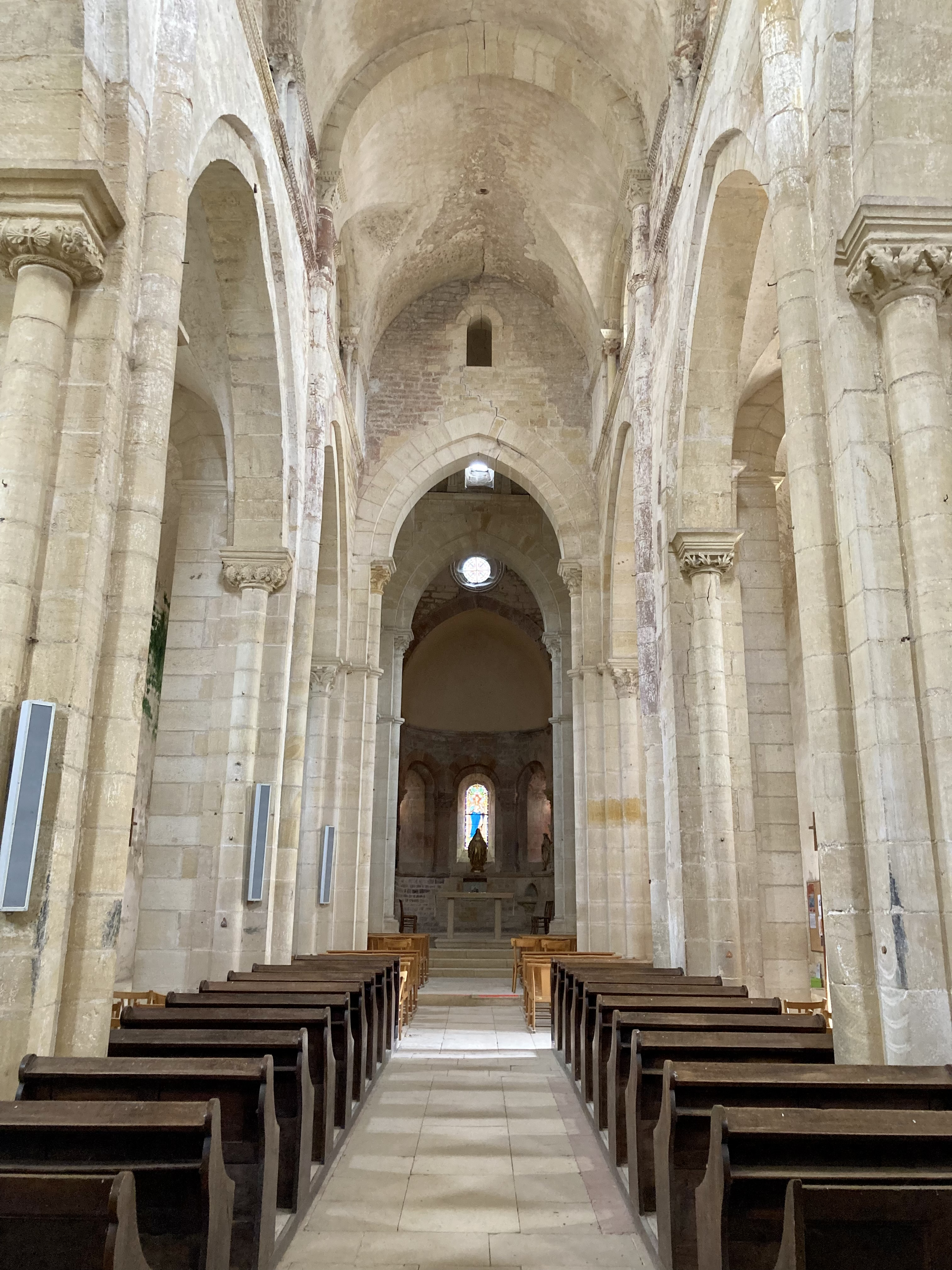
La nef.
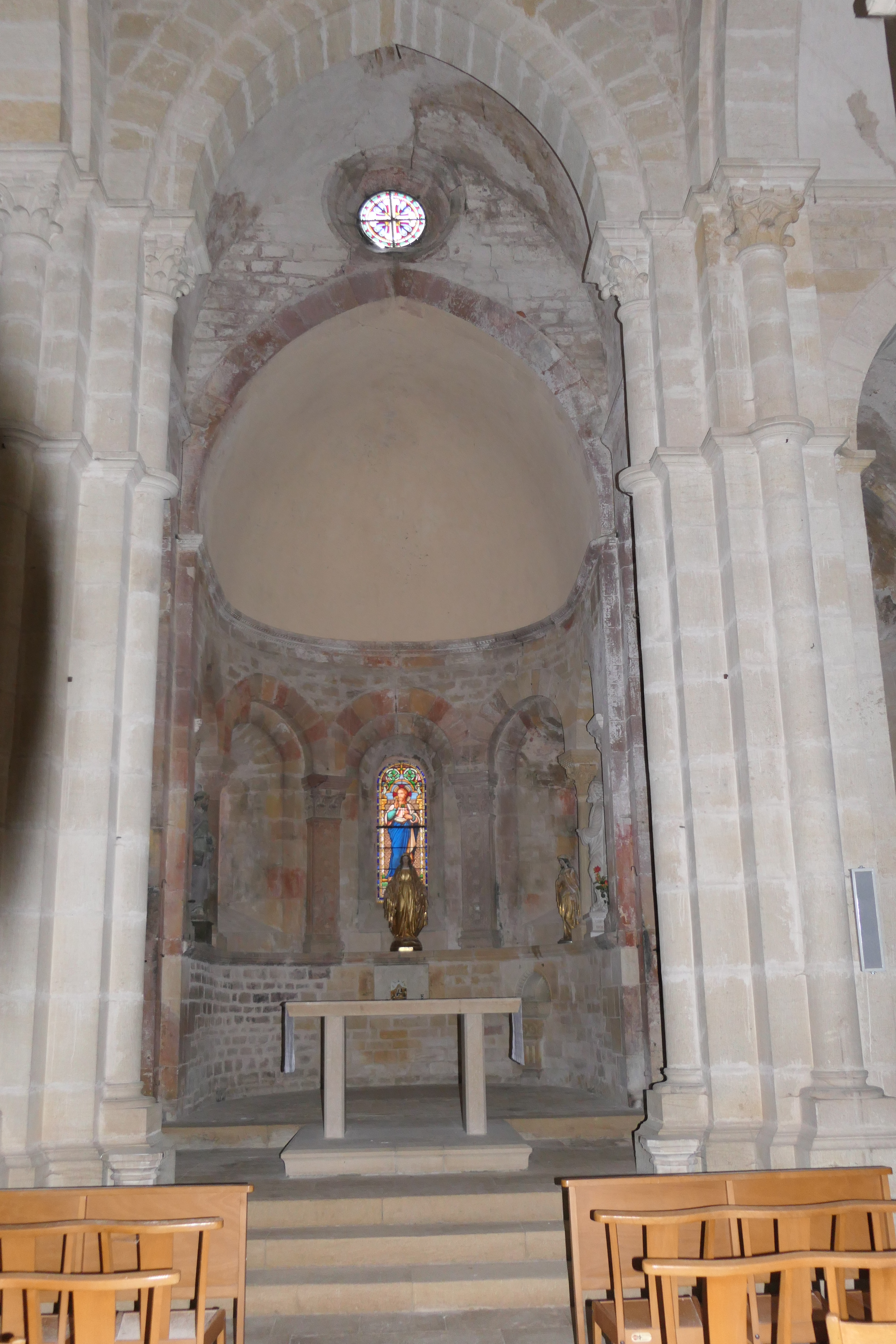
Le chœur.
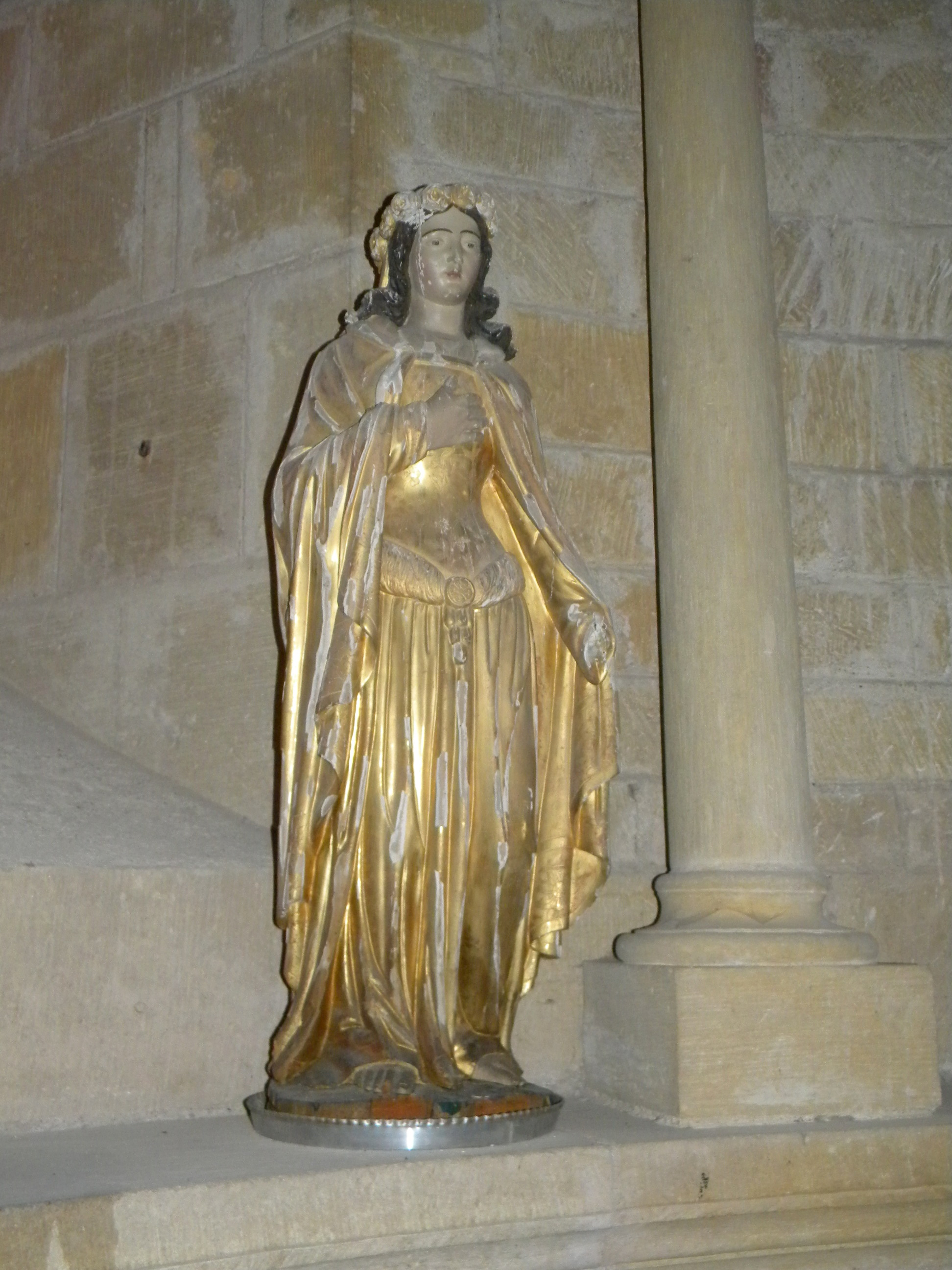
Sainte-Philomène, statue en bois doré XIXe s.

Jean Virey conclut ainsi l'article approfondi qu'il consacre à l'église de Châteauneuf "La richesse de la décoration du chœur, de la nef, des:fenêtres, des portes, de l'abside, du clocher, est vraiment remarquable, et c'est un des meilleurs types de l'art roman arrivé à son plein
développement".